# Perfil de flujo

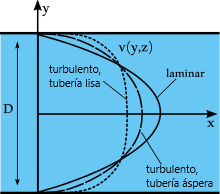
Perfiles de flujo permanentes en una tubería. Flujo laminar, flujo turbulento en una tubería lisa y flujo turbulento en una tubería áspera.

El perfil de flujo  es un concepto de la mecánica de fluidos, en particular de la técnica de medición de flujo. Se refiere a la distribución de la velocidad dependiente de la ubicación en una sección transversal de un flujo. Si un fluido circula a través de una tubería (o canal de riego o un canal), la distribución de la velocidad en la sección transversal no es constante, generalmente es cero en la pared de la tubería y de velocidad máxima en la mitad de la tubería.
Define una diferencia entre perfiles permanentes y no permanentes (o completamente estacionarios). Un perfil de flujo permanente está presente si ya no cambia en la dirección del flujo. La distribución de la velocidad es simétrica a la tubería o al eje del canal. Un perfil no permanente se encuentra en la entrada, la salida, detrás de las curvas, reducciones, expansiones y elementos sobresalientes de un flujo. El perfil de flujo puede entonces ser asimétrico al eje de la tubería o canal y a los cambios en la dirección del flujo. Después de una longitud que depende de la perturbación (para tuberías de aproximadamente 10 a 60 diámetros) el perfil de flujo perturbado pasa a ser  estacionario.
En los flujos de tuberías, la forma de un perfil aerodinámico estacionario depende del número de Reynolds (es decir, la velocidad media del flujo, la viscosidad del fluido y el diámetro de la tubería), así como larugosidad de la pared de la tubería.
Si el número de Reynolds es menor de aproximadamente 2 500, el flujo es laminar y el perfil de flujo permanente es parabólico. En el caso de un flujo turbulento (número de Reynolds mayor  a 10 000)  el perfil de flujo se puede describir mediante una ley de potencia:
{\displaystyle \upsilon (\tau )=\upsilon \max \cdot (1-\tau /R)^{1}/n}
Donde {\displaystyle \upsilon (\tau )}es la velocidad de flujo en la distancia {\displaystyle \tau }desde el eje del tubo y {\displaystyle \upsilon \max } la velocidad de flujo en el centro de la tubería. {\displaystyle R=D/2}es el radio de la sección transversal interior del tubo y {\displaystyle n} un exponente que depende débilmente del número de Reynolds y de la rugosidad de la pared interior de la tubería.  Para números de Reynolds mayores de aproximadamente  desaparece la dependencia al número de Reynolds del exponente y converge en un valor de alrededor de 10.